# Président adjoint de l'Église
Le président adjoint ou président associé de l'Église était une position dans la hiérarchie de l'Église des saints des derniers jours (en) à ses débuts. Le Président Adjoint était la seconde autorité dans l'Église et était un membre de la Première Présidence (en). En tant que Président de l'Église, Joseph Smith désignait deux (possiblement trois) hommes pour servir en tant que Présidents Adjoints. Après la mort de Smith, la plupart des mouvements issus du mormonisme supprimèrent cette position.

## Oliver Cowdery

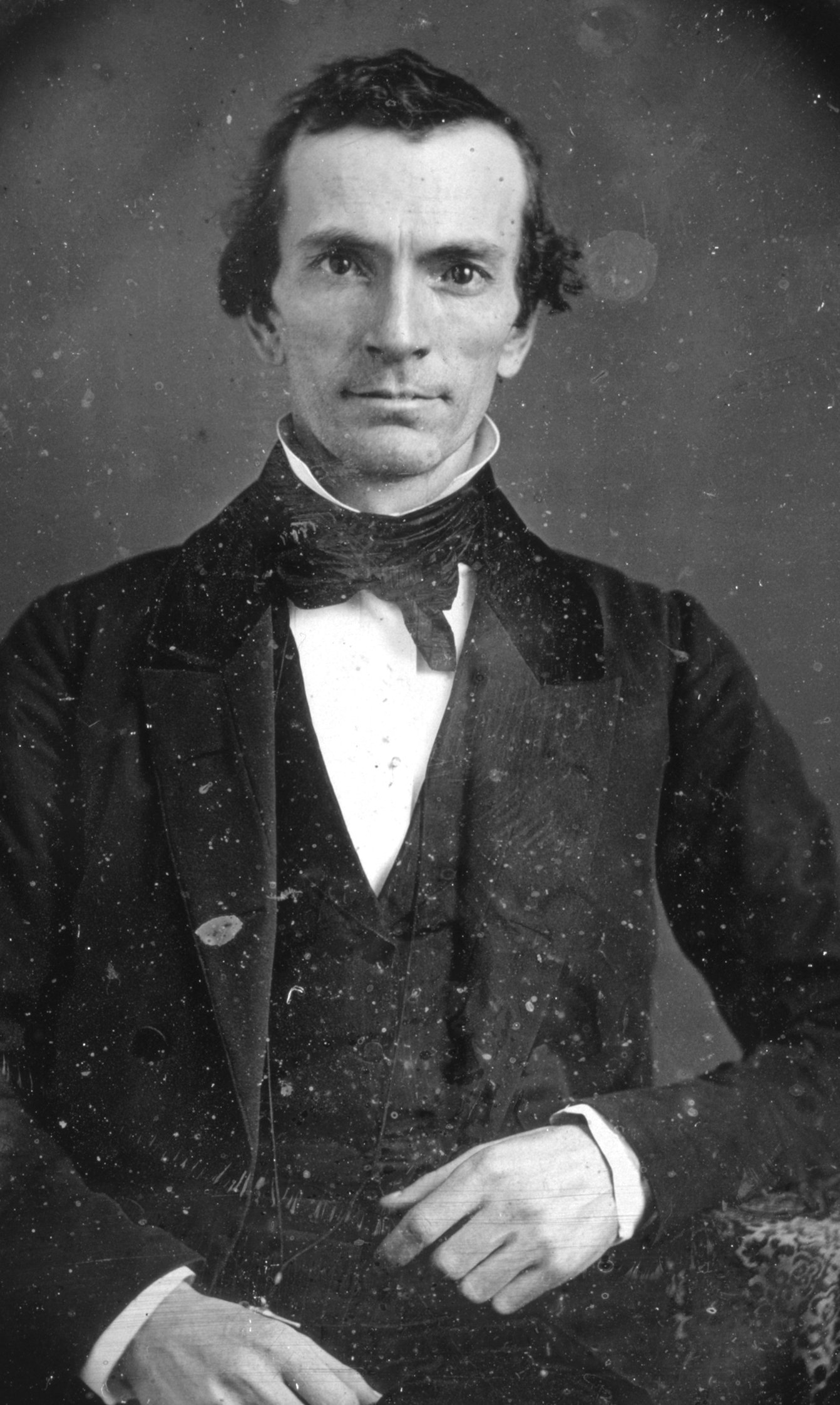
Oliver Cowdery

Le 5 décembre 1834, Smith ordonne Oliver Cowdery comme son président-adjoint. Le compte-rendu de cette réunion affirme que Smith prononça les mots suivants après avoir posé ses mains sur la tête d'Oliver Cowdery : In the name of Jesus Christ, who was crucified for the sins of the world, I lay my hands upon thee and ordain thee an assistant-president to the High and Holy Priesthood, in the Church of the Latter-day Saints (« Au nom de Jésus-Christ, qui fut crucifié pour les péchés du monde, j'impose mes mains sur vous et vous ordonne président-assistant de la Haute et Sainte Prêtrise, dans l'Église des Saints des derniers jours. »).
Lorsque l'Église fut organisée en 1830, Cowdery avait reçu le titre de second ancien de l'Église. Après que Smith ait organisé la Première Présidence en 1832, la position de Cowdery dans la hiérarchie de l'Église devint incertaine. Son ordination comme Président Adjoint réaffirme ainsi son statut comme second de Joseph Smith dans l'Église.

## Devoirs
Après l'ordination de Cowdery, Smith expliqua l'objectif de l'appel de Président Adjoint :
The office of Assistant President is to assist in presiding over the whole Church, and to officiate in the absence of the President, according to his rank and appointment .... The office of this priesthood is also to act as spokesman, taking Aaron for an example. The virtue of the above priesthood is to hold the keys of the kingdom of heaven or of the Church militant. (« Le rôle de Président Assistant est d'aider à présider toute l'Église, et d'officier en l'absence du Président, selon son rang et son poste... Le rôle de cette prêtrise est aussi d'agir comme porte-parole, prenant Aaron comme exemple. La vertu de cette prêtrise est de détenir les clés du royaume des cieux ou de l'Église militante. »)
En tant que détenteur des clés de la prêtrise, le Président Adjoint était supposé endosser le rôle de président de l'Église après la mort de Smith. Le Président Assistant était supérieur (en autorité) aux autres conseillers de la Première Présidence, ainsi qu'aux membres du Collège des douze apôtres (y compris son Président). De même que les membres de ces corps, le Président Assistant était accepté par l'Église comme prophète voyant et révélateur (en). Le Président Assistant n'était pas ordonné à l'office d'apôtre (en), mais celui de détenteur des toutes les clés de la prêtrise, l'autorité d'apôtre étant implicite dans ce cas.

## Hyrum Smith

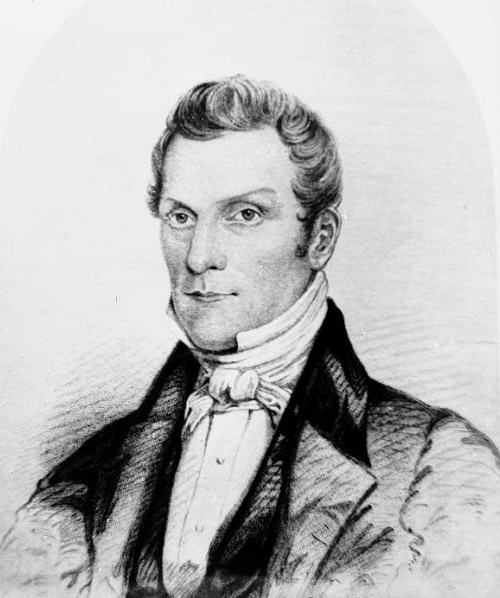
Hyrum Smith

Le 11 avril 1838, Cowdery est excommunié de l'Église par Smith et est par conséquent relevé de son appel de Président Assistant. La position est restée vacante jusqu'au 25 janvier 1841, lorsque Smith ordonna son frère aîné Hyrum Smith pour être le Président Adjoint. Cela a été fait conformément à une révélation reçue par Smith le 19 janvier, qui déclarait :

« Et je le désigne dorénavant pour être prophète, voyant et révélateur pour mon Église, aussi bien que mon serviteur Joseph,
afin qu’il agisse également de concert avec mon serviteur Joseph, afin qu’il reçoive des conseils de mon serviteur Joseph, qui lui montrera les clefs par lesquelles il pourra demander et recevoir, et être couronné des mêmes bénédictions, gloire, honneur, prêtrise et dons de la prêtrise qui furent autrefois placés sur celui qui était mon serviteur Oliver Cowdery ; »

— supposément Dieu, écrit par Joseph Smith, 
D&A
, 124:94-95

## John C. Bennett

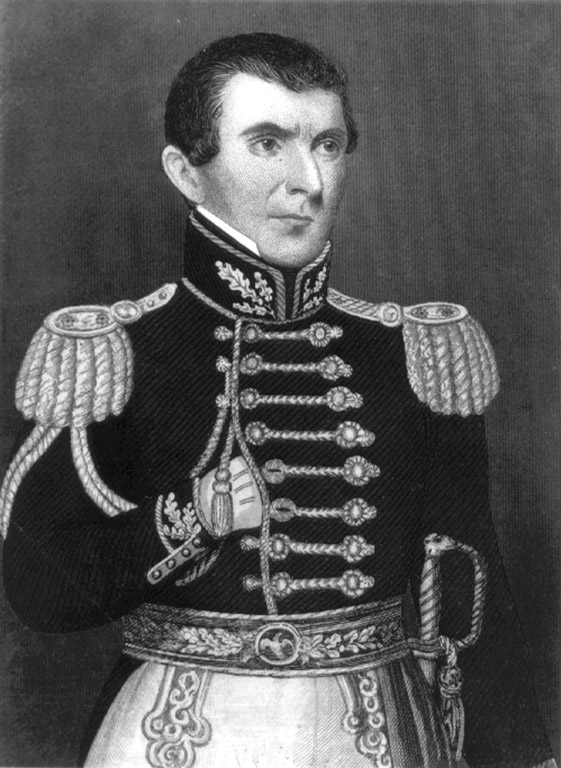
John C. Bennett

Le 8 avril 1841, Smith nomma John C. Bennett pour servir "en tant que Président Adjoint jusqu'à ce que la santé du Président Rigdon soit rétablie". Puisque Sidney Rigdon était membre de la Première Présidence (et non le Président Adjoint) et que Hyrum Smith occupait déjà le poste de Président Adjoint, il est possible que le rôle envisagé pour Bennett était de remplacer Rigdon en tant que conseiller dans la Première Présidence. La véritable nature de la position de Bennett est en outre obscurcie par le fait qu'il a occupé le poste pendant environ un an seulement : il fut mis au ban de l'église et retiré de la Première Présidence le 25 mai 1842.

## Discontinuité
Hyrum Smith est resté Président Adjoint de l'Église jusqu'à ce que lui et Joseph soient tués le 27 juin 1844. La mort à la fois du Président de l'Église et de son supposé successeur, le Président Adjoint, a contribué à la naissance d'une controverse vis-à-vis de la succesion parmi les Saints des Derniers Jours, ce qui a conduit à la crise de succession (en) de 1844. Dans la plupart des dénominations distinctes qui ont résulté de la crise, le poste de Président Adjoint de l'Église a été abandonné.
Dans l'Église de Jésus-Christ des saints des derniers jours, la plus grand des mouvements issus du mormonisme, l'absence de ce poste a été expliquée ainsi :
« After Oliver Cowdery fell from his high status, Hyrum Smith the Patriarch was chosen by revelation to succeed to the position of Assistant President and to stand as a joint witness with the Prophet [Joseph Smith] of the truth of the restoration. ... When these two joint Presidents of the Church sealed their testimonies with their blood, the full operation of the keys of the kingdom rested with the Twelve, and Brigham Young, the senior apostle, became the ranking officer of the Church. Since the kingdom was then fully established and the two witnesses had left a binding testimony, it was no longer necessary to continue the office of Assistant President. Accordingly, the office is not found in the Church today. »
— Bruce R. McConkie

« Après la chute d'Oliver Cowdery de son haut statut, Hyrum Smith, le patriarche, a été choisi par révélation pour succéder au poste de Président Adjoint et pour se tenir comme témoin conjoint avec le Prophète [Joseph Smith] de la vérité de la restauration. [...] Lorsque ces deux Présidents conjoints de l'Église ont scellé leurs témoignages avec leur sang, toute l'opération des clés du royaume reposait avec les Douze, et Brigham Young, le premier apôtre, est devenu le dignitaire le plus élevé de l'Église. Étant donné que le royaume était alors pleinement établi et que les deux témoins avaient laissé un témoignage contraignant, il n'était plus nécessaire de continuer la fonction de Président Adjoint. En conséquence, le poste n'existe plus dans l'Église aujourd'hui. »